# 남해고속도로제1지선
| 2001년 이전 고속국도 노선 (기종점은 2001년 8월 24일 이전을 기준으로 함) | 2001년 이전 고속국도 노선 (기종점은 2001년 8월 24일 이전을 기준으로 함) | 2001년 이전 고속국도 노선 (기종점은 2001년 8월 24일 이전을 기준으로 함) |
| ----------------------------------------------------------------------- | ----------------------------------------------------------------------- | ----------------------------------------------------------------------- |
| 노선 기호와 사용 연도                                                   |                                                                         | 6                                                                       |
| 노선 기호와 사용 연도                                                   | 1983년 ~ 1997년                                                         | 1997년 ~ 2001년                                                         |
| 노선명                                                                  | 남해고속도로 (고속국도 제6호선)                                         | 남해고속도로 (고속국도 제6호선)                                         |
| 기점                                                                    | 부산광역시 북구                                                         | 부산광역시 북구                                                         |
| 종점                                                                    | 전라남도 순천시                                                         | 전라남도 순천시                                                         |

남해고속도로의제1지선(南海高速道路의第一支線, 고속국도 제102호선)은 경상남도 함안군을 기점으로, 창원시를 종점으로 하는 대한민국의 고속도로이며 남해고속도로의 지선이다. 개통 당시에는 남해고속도로의 본선 구간이었으나, 2008년 11월 17일에 마산외곽고속도로가 남해고속도로의 구간으로 편입되면서 기존의 남해고속도로 산인 분기점 ~ 창원 분기점 구간이 별도의 지선으로 독립하여 현재의 명칭이 되었다.
대부분의 구간이 창원시에 속해 있으며, 남해고속도로 본선과는 달리 창원시내 일대로 보다 근접하게 접속함과 동시에 창원권 지역의 고속도로 교통 수요를 분산시켜, 시내 외곽 지역으로 통과하는 남해고속도로를 보조하는 역할을 담당하고 있다.

## 역사

### 개통 초기
현재의 남해고속도로제1지선은 1972년 1월 남해고속도로 서순천 나들목 ~ 덕천 나들목 구간에 포함되어 착공하여 1973년 11월 14일 개통되었다. 개통 당시에는 왕복 2차로 고속도로였다.

### 왕복 4차로 확장
교통량 증가로 인해 1978년 5월 부마고속도로, 현재의 창원 분기점 ~ 냉정 분기점과 함께 동마산 나들목에서 현재의 창원 분기점까지 왕복 4차로 확장공사를 착공하여 1981년 9월 4일 개통되었다. 이후 1982년 10월 내서 분기점 ~ 동마산 나들목 확장 공사를 착공하여 1983년 12월 29일 왕복 4차로로 확장 개통되었다. 1986년 10월에는 진주 나들목 ~ 현재의 산인 분기점 구간과 함께 이 구간의 산인 분기점 ~ 내서 분기점 구간의 확장 공사를 착공하여 1989년 9월 7일 왕복 4차로로 확장 개통되어 현재의 모습을 갖추게 되었다.

### 마산외곽고속도로의 개통과 지선으로의 독립
2001년 8월 25일에는 기존 남해고속도로 구간과 함께 고속국도의 노선번호를 제6호에서 제10호로 변경하였다.
1996년 착공한 고속국도 제6의3호 마산외곽고속도로(산인 분기점 ~ 북창원 ~ 창원 분기점 구간)가 2001년 11월 8일에 마산외곽고속도로의 노선번호가 제6의3호에서 제102호로 변경됨과 함께 개통되어 창원 시가지, 마산을 경유하지 않고 부산과 진주를 잇게 되었다.
2001년 말에는 동마산 나들목 구간의 선형을 개량하였다.
2008년 11월 17일에는 마산외곽고속도로가 남해고속도로로 편입됨과 동시에 기존의 남해고속도로 산인 분기점 ~ 창원 분기점 구간이 남해고속도로제1지선으로 독립하였고, 노선번호는 102번을 사용하게 되었다.
2010년에는 서마산 나들목 ~ 동마산 나들목 사이에 있는 합성교의 이설 공사 및 선형 개량 공사를 착공하여 2014년 12월 17일 산인 방향이 먼저 완공되었고, 창원 방향도 2015년 3월에 완공되었다.

## 연혁
- 1997년 8월 27일 : 경상남도 창원시 동읍 ~ 함안군 산인면 구간을 고속국도 제6호의3호선 마산외곽고속도로(마산외곽선)으로 지정[4]
- 2008년 11월 17일 : 기존 마산외곽고속도로 구간이 남해고속도로로 편입되고 기존 남해고속도로 산인 분기점 ~ 창원 분기점 구간을 남해고속도로제1지선으로 분리[5]
- 2009년 12월 31일 : 2012년까지 경상남도 마산시 구간 선형개량 공사를 위해 경상남도 마산시 합성동 1.8km 구간 도로구역 변경[6]
- 2010년 12월 28일 : 도로명주소에 산인 분기점부터 창원 분기점까지 16.15km 구간을 남해1지선고속도로로 고시[7]
- 2012년 6월 29일 : 2013년까지 경상남도 창원시 마산회원구 구간 선형개량 공사를 위해 경상남도 창원시 마산회원구 합성동 1.3km 구간 도로구역 변경[8]
- 2015년 3월 27일 : 국토교통부고시로 기점을 '경상남도 함안군 산인면 모곡리', 종점을 '경상남도 창원시 의창구 동읍 용강리'로 명시[9]

## 구성
차로수
- 전 구간 왕복 4차로

총 연장
- 17.88km

제한속도
- 전 구간 최고 100km/h, 최저 50km/h

## 나들목 · 분기점
- 여기서 숫자는 진출입교차점 (IC 및 JC) 번호를 말하고, TG는 요금소(Tollgate), SA는 휴게소(Service Area)를 뜻한다.

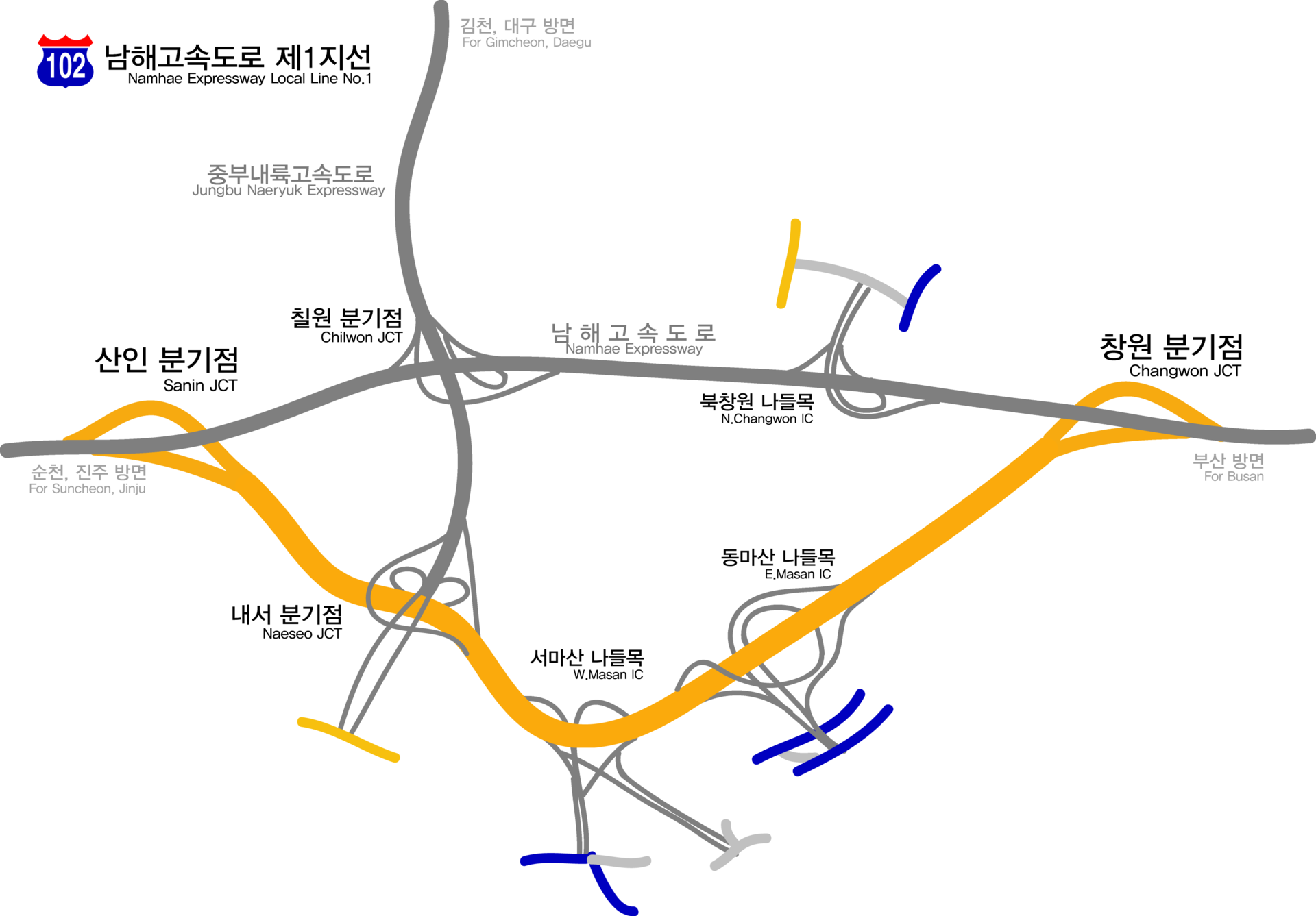
상세 노선도

- 거리의 단위는 km이다.

| 번호                     | 이름                     | 로마자 이름              | 구간 거리                | 누적 거리                | 접속 노선 | 소재지                   | 소재지                   | 비고 |
| 10호선 남해고속도로 직결 | 10호선 남해고속도로 직결 | 10호선 남해고속도로 직결 | 10호선 남해고속도로 직결 | 10호선 남해고속도로 직결 | 10호선 남해고속도로 직결 | 10호선 남해고속도로 직결 | 10호선 남해고속도로 직결 | 10호선 남해고속도로 직결 |
| ------------------------ | ------------------------ | ------------------------ | ------------------------ | ------------------------ | --- | ------------------------ | ------------------------ | --- |
| 1                        | 산인 분기점              | Sanin JC                 | -                        | 0.00                     | 10호선 남해고속도로 | 경상남도                 | 함안군                   | 함안방향의 경우 남해고속도로(부산방향) 진출 불가능                                                                              |
| TG                       | 산인 요금소              | Sanin TG                 |                          |                          | | 경상남도                 | 함안군                   | 본선요금소 |
| 2                        | 내서 분기점              | Naeseo JC                | 4.28                     | 4.28                     | 45호선 중부내륙고속도로 국도 제5호선 (경남대로) 국가지원지방도 제30호선 (함마대로) 국가지원지방도 제67호선 (함마대로) 지방도 제1004호선 (함마대로) 광려천서로·유통단지로 | 경상남도                 | 창원시                   | 창원방향의 경우 중부내륙고속도로(양평방향) 진출 불가능 나들목 역할 병행 나들목의 경우 창원방향 진입, 함안방향 진출 시 요금 지불 |
| 3                        | 서마산                   | W.Masan                  | 5.40                     | 9.68                     | 국도 제5호선 (경남대로) 국도 제14호선 (3·15 대로) 국도 제79호선 (3·15 대로) 국가지원지방도 제30호선 (북성로·삼호로) 호원로                                               | 경상남도                 | 창원시                   | |
| 4                        | 동마산                   | E.Masan                  | 3.72                     | 13.40                    | 국도 제14호선 (3·15 대로) 국도 제79호선 (3·15 대로) 국가지원지방도 제30호선 (3·15 대로) 팔용로                                                                           | 경상남도                 | 창원시                   | |
| TG                       | 마산 요금소              | Masan TG                 |                          |                          | | 경상남도                 | 창원시                   | 본선요금소 |
| 5                        | 창원 분기점              | Changwon JC              | 3.55                     | 16.95                    | 10호선 남해고속도로 | 경상남도                 | 창원시                   | 창원방향의 경우 남해고속도로(순천방향) 진출 불가능                                                                              |
|                          | 창원종점                 |                          | 0.93                     | 17.88                    | | 경상남도                 | 창원시                   | |
| 10호선 남해고속도로 직결 |                          |                          |                          |                          | |                          |                          | |

## 주요 통과지
경상남도
- 함안군 산인면 - 창원시 마산회원구 (내서읍 - 두척동 - 회성동 - 합성동 - 구암동) - 창원시 의창구 (소계동 - 동정동 - 소답동 - 동읍)

## 같이 보기
- 남해고속도로
- 남해고속도로제2지선
- 남해고속도로제3지선